# Bistum Gumaca
Das Bistum Gumaca (lat.: Dioecesis Gumacana) ist eine auf den Philippinen gelegene römisch-katholische Diözese mit Sitz in Gumaca.

## Geschichte

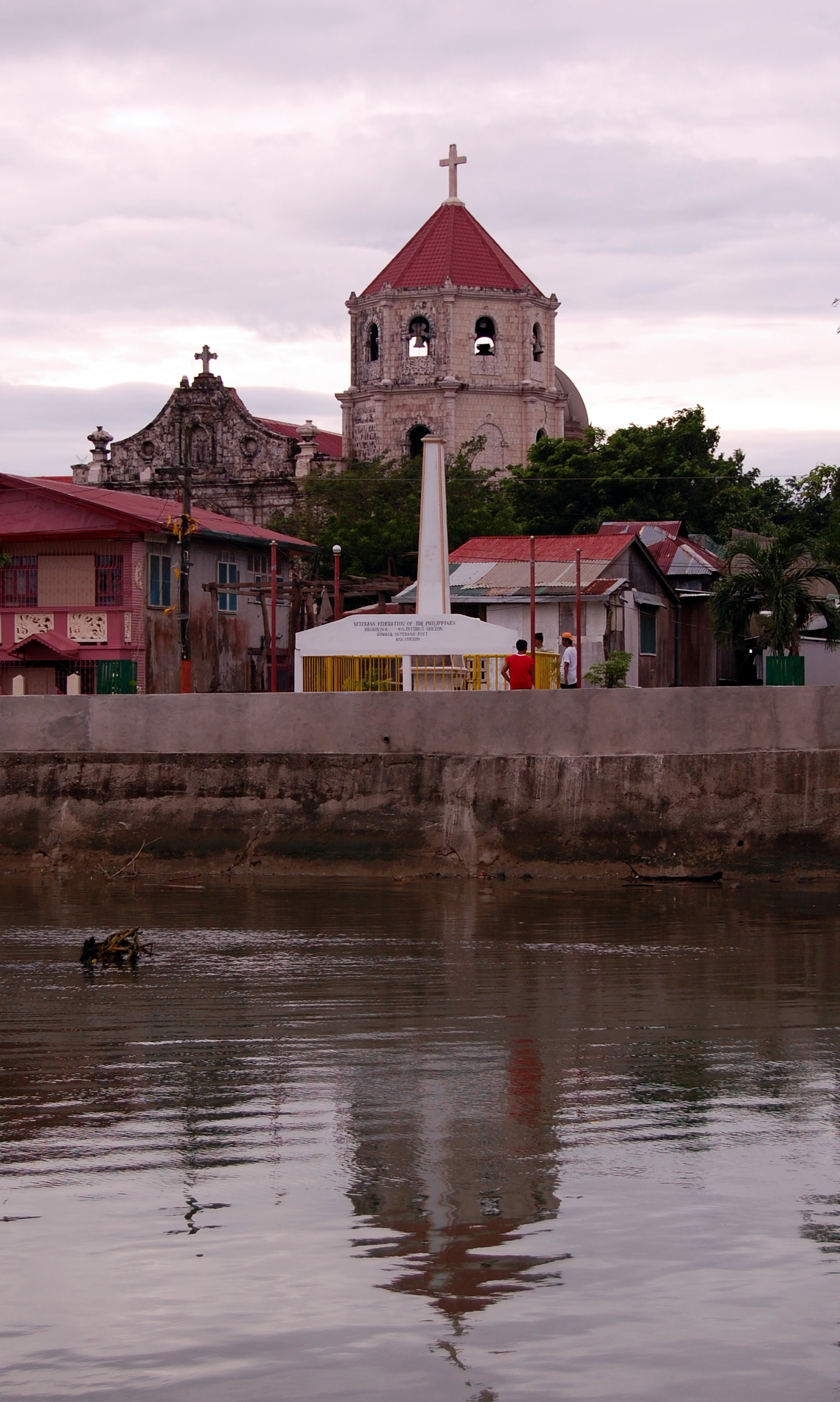
Kathedrale San Diego de Alcala in Gumaca

Das Bistum Gumaca wurde am 9. April 1984 durch Papst Johannes Paul II. mit der Apostolischen Konstitution Iure meritoque aus Gebietsabtretungen des Bistums Lucena errichtet und dem Erzbistum Lipa als Suffraganbistum unterstellt.
Es umfasst den südöstlichen Teil der Provinz Quezon.

## Bischöfe von Gumaca
- Emilio Marquez, 1984–2002, dann Koadjutorbischof von Lucena
- Buenaventura Malayo Famadico, 2003–2013
- Victor Ocampo, 2015–2023
- Euginius Cañete MJ, seit 2024